# Bażane Persze
Bażane Persze (ukr. Бажане Перше, do 2024 Żełanne Persze, Желанне Перше) – wieś na Ukrainie, w obwodzie donieckim, w rejonie pokrowskim, w hromadzie Marjinka. W 2001 liczyła 192 mieszkańców.